# Västerstads socken
Västerstads socken i Skåne ingick i Färs härad, ingår sedan 1974 i Hörby kommun och motsvarar från 2016 Västerstads distrikt.
Socknens areal är 31,95 kvadratkilometer varav 31,83 land. År 2000 fanns här 840 invånare.  Orterna Askeröd och Västerstad, Västerstads herrgård samt Västerstads kyrkby med sockenkyrkan Västerstads kyrka ligger i socknen. 

## Administrativ historik
Socknen har medeltida ursprung. 
Vid kommunreformen 1862 övergick socknens ansvar för de kyrkliga frågorna till Västerstads församling och för de borgerliga frågorna bildades Västerstads landskommun. Landskommunen uppgick 1952 i Bjärsjölagårds landskommun som upplöstes 1974 då denna del uppgick i Hörby kommun. Församlingen utökades 2006 och uppgick 2014 i Hörby församling.
1 januari 2016 inrättades distriktet Västerstad, med samma omfattning som församlingen hade 1999/2000.  
Socknen har tillhört län, fögderier, tingslag och domsagor enligt vad som beskrivs i artikeln Färs härad. De indelta soldaterna tillhörde Södra skånska infanteriregementet, Färs kompani och Skånska dragonregementet, Sallerups skvadron, överstelöjtnantens kompani.

## Geografi

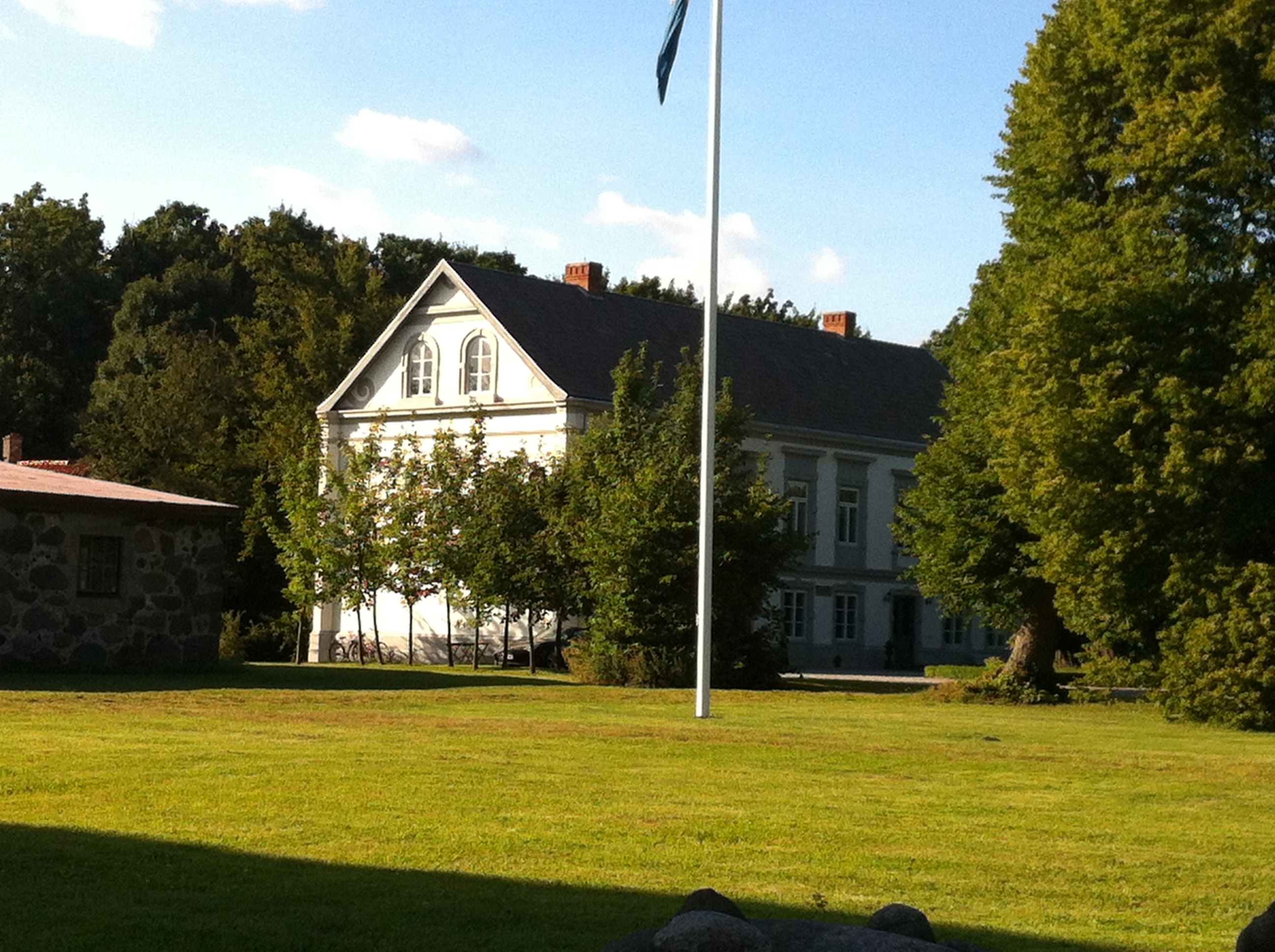
Västerstads herrgård.

Västerstads socken ligger söder om Hörby med Bråån i norr. Socknen är en småkuperad odlingsbygd med inslag av skogsbackar.

## Fornlämningar
Från stenåldern är lösfynd och boplatser funna. Från järnåldern finns stensättningar. 

## Namnet
Namnet skrevs 1228 Wästerstatha och kommer från kyrkbyn. Efterleden innehåller sta(d), 'plats; ställe'. Förleden väster har oklar syftning.